# 압사라

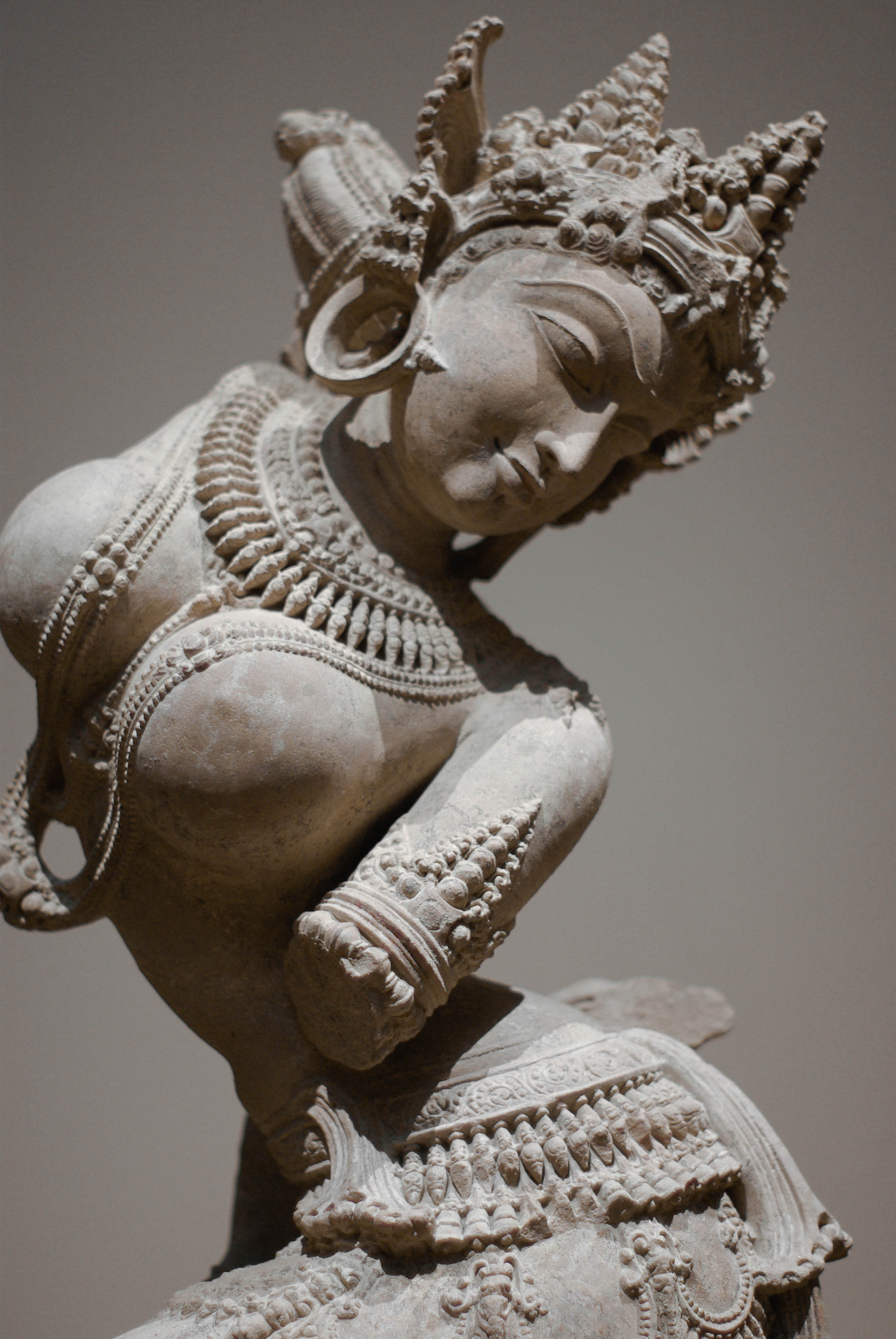
인도 마디아 프라데시에서 출토된 12세기 압사라 사암상

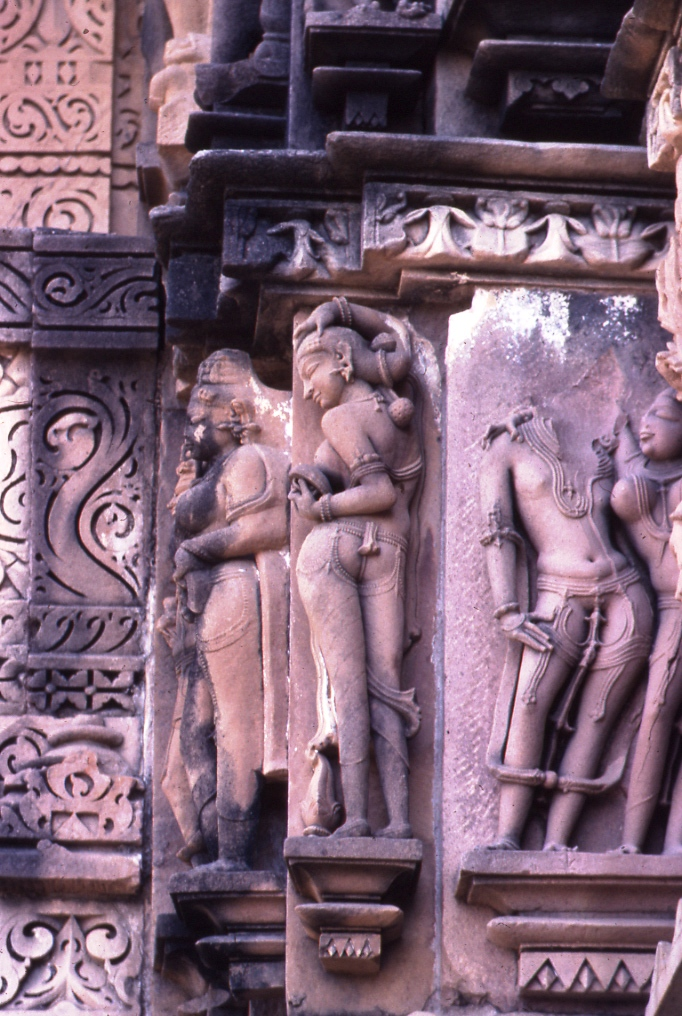
인도 마디아 프라데시 카주라호 데비 즈가담비 사원에 있는 압사라

압사라(산스크리트어: अप्सराः 아프사라)는 힌두교 신화와 불교 신화에 나오는 구름과 물의 여자 요정이다. 영어로는 님프, 천상의 님프, 선녀 등으로 번역한다.
아프사라는 아름다운 상상의 여인으로 젊고 우아하며 춤에 예술적 소질이 있다. 인드라의 궁중 노예인 간다르바의 부인들로, 신전에서 신이나 영웅들을 즐겁게 하기 위해 남편들이 만든 음악에 맞추어 춤을 춘다.
아프사라는 모습을 마음대로 바꿀수 있는 것으로 알려져 있고 도박의 운을 좌우한다고 한다. 우르바시, 베나카, 람바, 티로타마 등이 널리 알려져 있다. 고대 그리스의 뮤즈와 자주 비교되는데, 인드라 궁정의 26 아프사라는 각각 예술을 표현하는 특별한 모습을 나타낸다고 한다. 압사라는 물과 관련이 있어서 고대 그리스의 님프, 드리아드, 나이아드와 비교된다.

## 압사라 종류
- 라우키카 (세속적): 34 종류
- 다이비카 (신성한): 10 종류

## 문학
리그베다에 간다르바의 부인 압사라에 대해 묘사하고 있는데, 알려진 유일한 압사라는 우르바시로 푸루라바스의 운명적 연인이다.

## 예술

### 자바, 발리

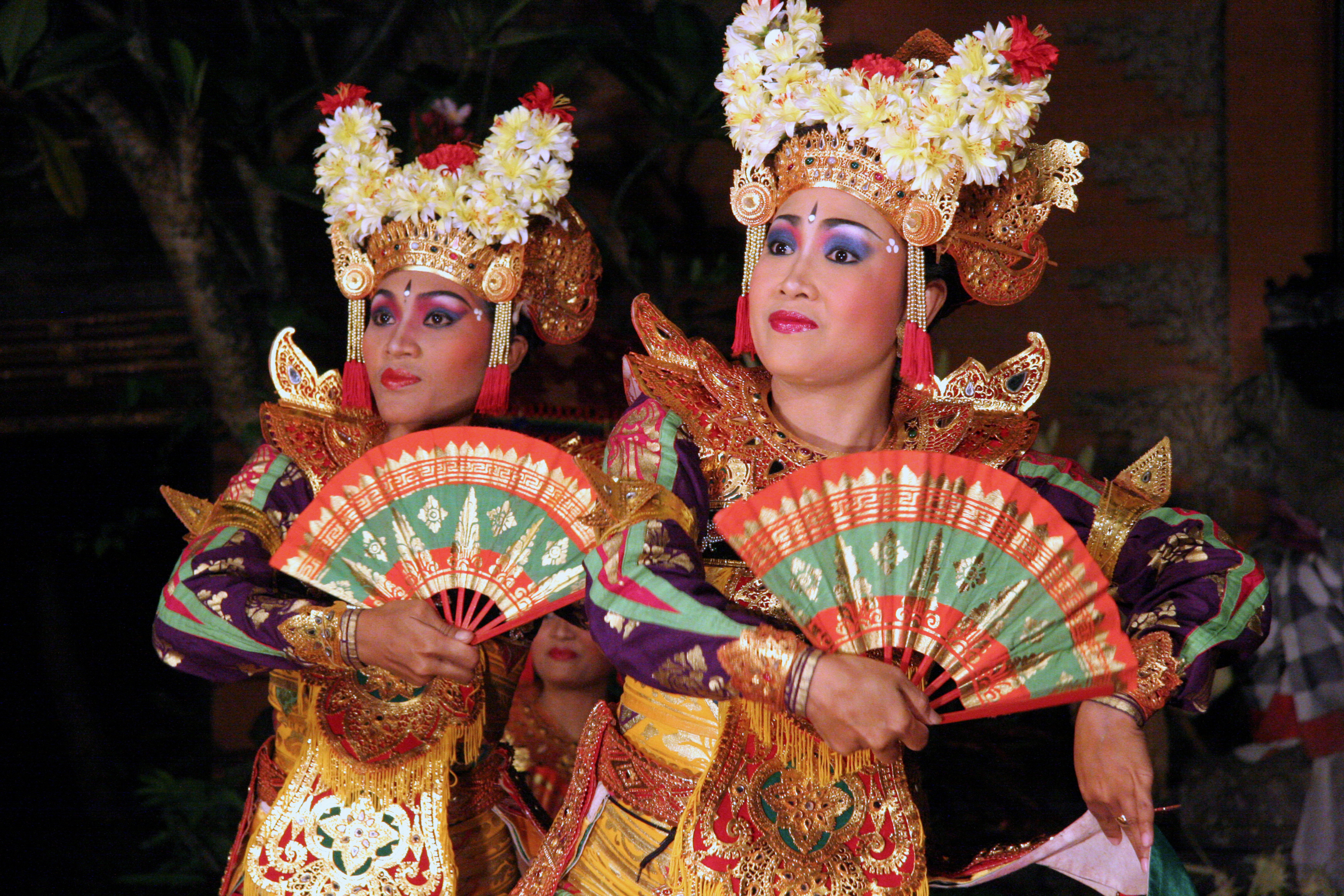
천상선녀의 모습을 묘사하는 발리 전통 레공 춤 발리, 인도네시아

고대 자바와 발리의 사원에서 유적이 많이 발견되고, 레공 등 압사라의 천상 선녀의 모습을 묘사하는 춤도 있다.

### 캄보디아
캄보디아에서는 압사라 춤으로 불리는 토속적인 크메르 전통댄스도 있다.

## 같이 보기
- 천사
- 앙코르 와트
- 참파 예술
- 다키니
- 엘프
- 페어리
- 간다르바
- 님프
- 날개옷 설화
- 천 (사상)
- 발키리
- 비슈누
- 선인
- 야크시니